# Conkouati-Douli nationalpark
Conkouati-Douli nationalpark är en nationalpark i Kongo-Brazzaville, upprättad 1999. Den ligger i departementet Kouilou, i den sydvästra delen av landet, 400 km väster om huvudstaden Brazzaville. Den är ett Ramsarområde sedan 2007 och ett tentativt världsarv sedan 2008.